# Phare de Sainte-Marine
Le phare de Sainte-Marine se trouve sur la pointe de Combrit dans le Finistère, à côté du fort, près du petit port de Sainte-Marine, rue des Glénan.

## Situation
Située à l’embouchure du fleuve Odet, sur le côté droit, la commune de Combrit comprend le port de Sainte-Marine, juste en face du port de Bénodet. Le Phare de Sainte-Marine ou "Feu de Combrit" est érigé à la pointe de Combrit.

## Histoire et caractéristiques
La construction du phare remonte à 1885. Il est construit pour renforcer le dispositif d’éclairage de l’entrée de l’Odet, dont le réseau a été mis en place en 1823 :  son feu à occultation porte à 12 milles nautiques pour le secteur blanc et à 9 milles nautiques pour le secteur rouge. Sa lanterne est montée au dessus d'une tour carrée, adossée au corps de logis, de 13,20 m de hauteur, réalisé par un entrepreneur de Pont-l'Abbé, César Maubrat,. 
Occupé par les allemands dès  juillet 1940, le phare est électrifié en 1943, puis endommagé le 10 août 1944 par les troupes allemandes. Sa lanterne est détruite. Apres la libération, un feu provisoire est installé le 8 septembre 1945. Un nouveau feu est allumé le 21 février 1952 selon les précisions de l'historien Serge Duigou.
Il matérialise, avec le feu du phare de Bénodet, un alignement au nord qui permet d'arriver sur rade devant ce dernier port.
Le phare est constitué d’une tour carrée surmontée d’une lanterne rouge en métal et accolée à la maison du gardien. Le mur sud est percé de quatre fenêtres disposées verticalement. La maison est appareillée dans le même matériau que le phare et sa toiture est doublée de zinc. Elle n'est plus habitée par un gardien depuis le début des années 2000. L'intérieur du logement est rénové par des bénévoles entre 2022 et 2023.
Le phare est une propriété du Ministère de la Transition écologique, de la Biodiversité, de la Forêt, de la Mer et de la Pêche.

## Photographies

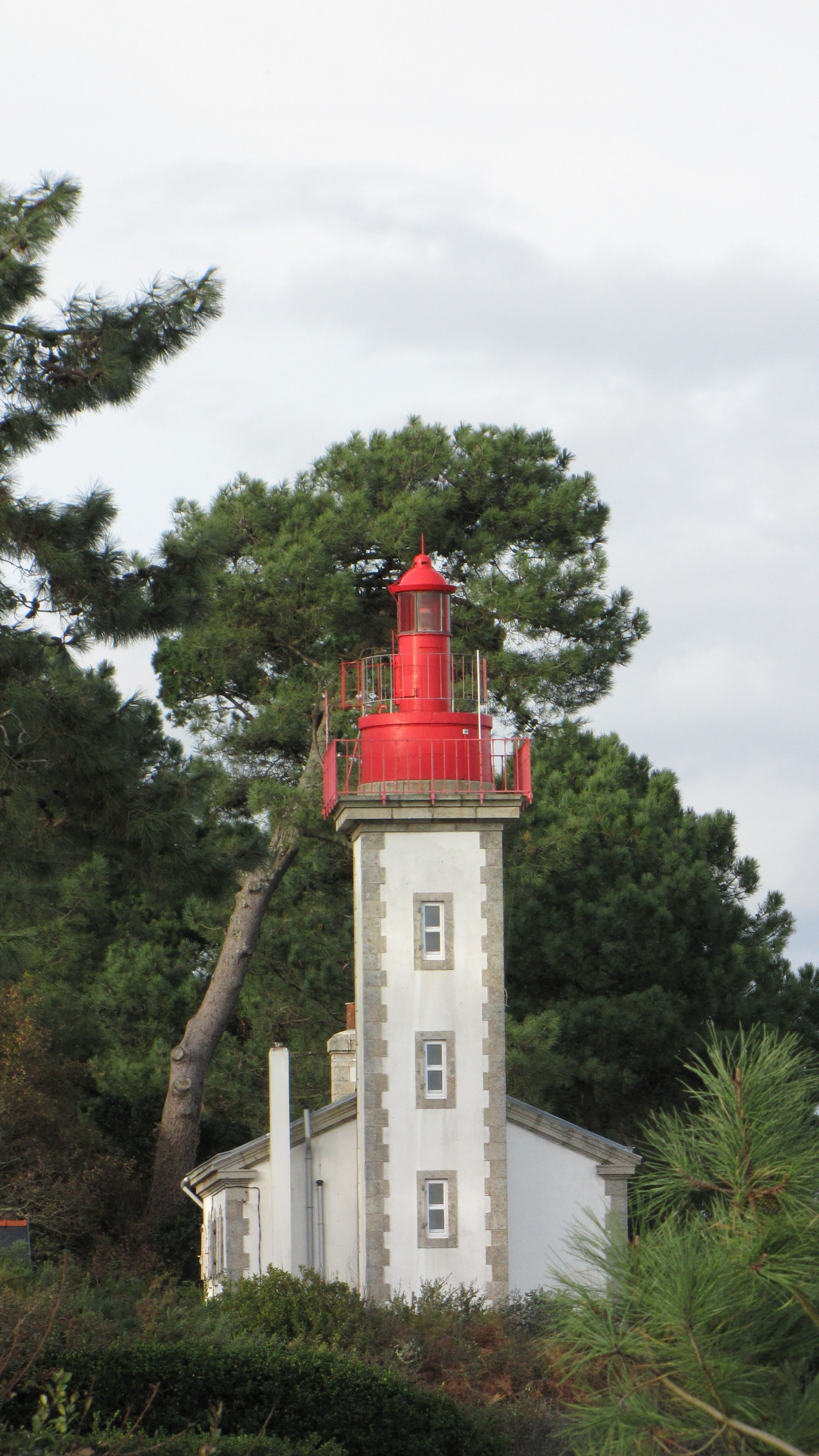
2012 Phare de Sainte-Marine
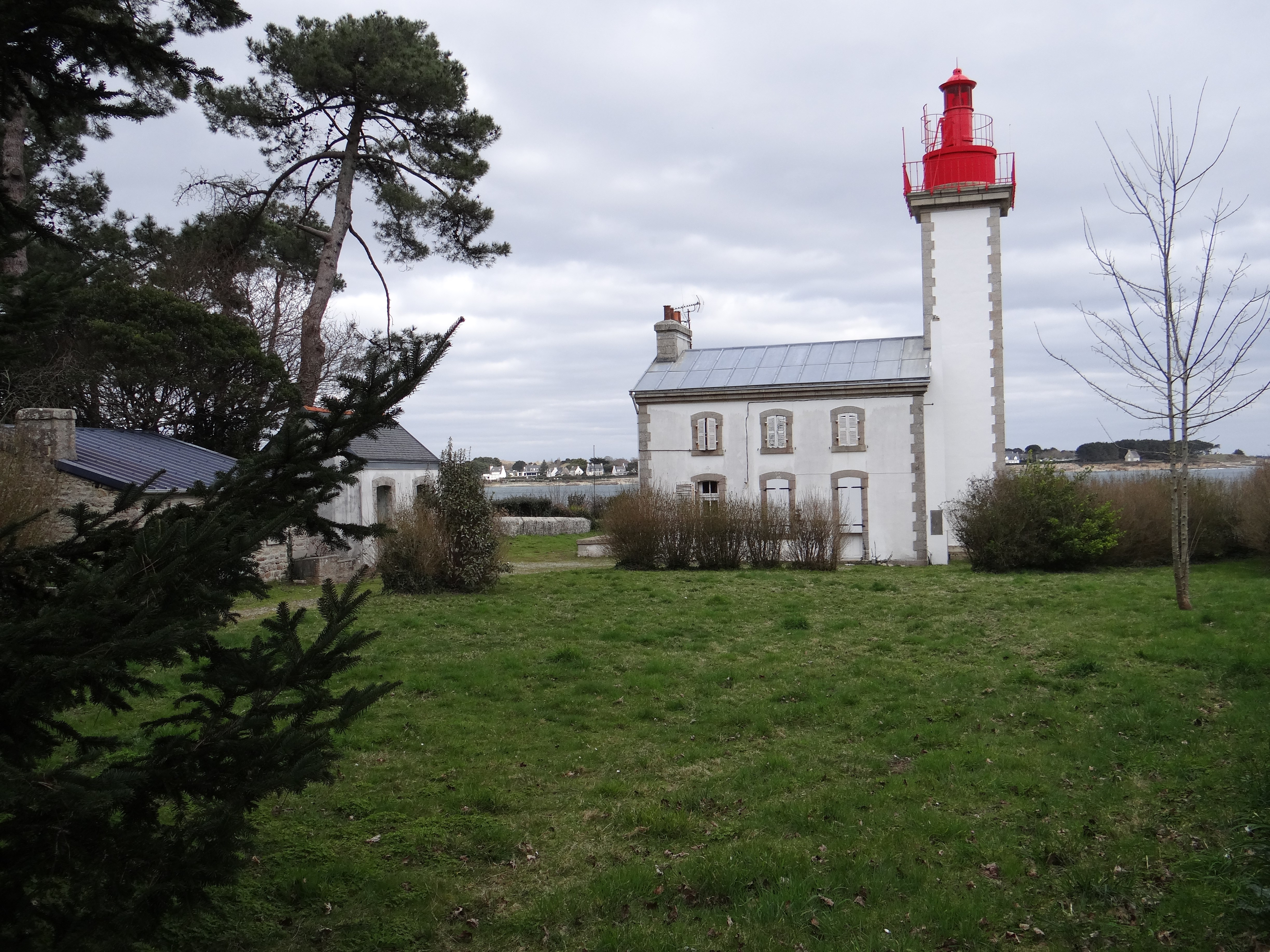
2015 Phare de Sainte-Marine et maison du gardien